# شلل بصلي كاذب
(بالإنجليزية: Pseudobulbar palsy)‏ويسمى ايضاً الشلل البصلي الكاذب وهو حالة طبية تتميز بعدم القدرة على التحكم في حركات الوجه (مثل المضغ والتحدث) والناجمة عن مجموعة متنوعة من الاضطرابات العصبية. وتنتشر في الأغلب هذه الحالة عند المرضى الذين يعانون من صعوبة في المضغ والبلع، وزيادة ردود الفعل والتشنج في اللسان ومنطقة البصلة.
وعادة ما تكون الحالة الناجمة عن الضرر (الانحطاط الثنائي)في الخلايا العصبية من جذع الدماغ، وتحديدا إلى الجهاز القشري ( العلوي الخلايا العصبية الحركية إلى النوى العصب الحركي الجمجمة ).

## الأسباب
يوجد عددة أسباب لهذه الحالة وتصنف كالتالي :
- أسباب وعائية:اسبابه احتشاء نصف الكرة المخية ثنائي الجانب (الجوبي Lacunar) .
-أسباب انتكاسية : ومنها احتشاء نصف الكرة المخية ثنائي الجانب (الجوبي Lacunar).
-أسباب التهابية/ خمجية إصابة العصبون المحرك.التصلب المتعدد.التهاب الأوعية المخية.
-اسباب ورمية وهي أورام القسم العلوي من جذع الدماغ. To further confirm the condition, MRI can be performed to define the areas of brain abnormality.

## وصلات خارجية
- eNotes

قالب:Diseases of the nervous system